# Степанцев, Борис Павлович
Бори́с Па́влович Степа́нцев (7 декабря 1929, Москва —  21 мая 1983, Москва) — советский режиссёр-мультипликатор, художник, иллюстратор книг и диафильмов. Заслуженный деятель искусств РСФСР (1972). Художественный руководитель студии «Мульттелефильм» творческого объединения «Экран» (1980–1983). Вице-президент АСИФА (1972–1982). Член жюри Каннского кинофестиваля в разделе «Художественная анимация».

## Биография

### Ранние годы
Борис Степанцев (Степанцов по рождению) родился и вырос в Москве. Ещё до войны пристрастился к мультфильмам, которые смотрел в кинотеатре на Страстном бульваре, и решил связать свою жизнь с комедийной мультипликацией.
В 1946 году окончил Московскую художественную школу и курсы художников-мультипликаторов при киностудии «Союзмультфильм». Во время учёбы смотрел много трофейных фильмов, включая мультфильмы студии «Дисней», оказавшие на него большое влияние. С 1947 по 1949 год работал художником-мультипликатором. После пятилетней службы матросом в ВМФ СССР вернулся на студию, в то же время поступив в Московский полиграфический институт. Член КПСС с 1954 года.

### «Союзмультфильм»
В 1954 году Борис Степанцев дебютировал как режиссёр, поставив один из первых послевоенных кукольных мультфильмов «Злодейка с наклейкой». Затем увлёкся рисованными мультфильмами. С 1956 по 1962 год снял ряд комедийных лент (в том числе мультипликационные вставки к  «Ехали мы, ехали…») совместно с режиссёром Евгением Райковским и художником-постановщиком Анатолием Савченко, своим постоянным партнёром не только по большинству мультфильмов, но также по диафильмам и книжным иллюстрациям.
Степанцеву нравился жанр современной сказки, в котором, в частности, был выполнен «Петя и Красная Шапочка» (1958), награждённый «Лавровым венком» на VII Международном фестивале анимационных фильмов в Анси. Своеобразный сиквел «Только не сейчас» (1962), также снятый по мотивам «постмодернистской» сказки Владимира Сутеева о Пете Иванове, стал одним из ранних советских экспериментов по совмещению живого актёра и рисованной мультипликации.
В 1960 году Степанцев и Райковский поставили «Мурзилку на спутнике» — первый в СССР широкоэкранный мультфильм. За него они получили Первую премию на XII Международном кинофестивале в Карловых Варах.
В дальнейшем Степанцев работал один. В период с 1965 по 1970 год снял три своих самых известных мультфильма: «Вовка в Тридевятом царстве» (ещё одну современную сказку), «Малыш и Карлсон» и «Карлсон вернулся». В дилогии по книгам Астрид Линдгрен Степанцев впервые в советском кино применил технологию электрографии. Однако, по словам режиссёра, «зубоскальство» стало его утомлять.
С 1966 по 1973 год он поставил ряд драматических мультфильмов, в основе которых лежали произведения русской классической музыки. На картину «Окно» его вдохновили «Мимолётности» Сергея Прокофьева. Степанцев позже писал, что музыка Прокофьева «сама рисует то, что должно произойти на экране, до мельчайшего жеста определяя игру персонажей… её драматургия была логичнее, точнее многих надуманных сюжетных ходов. Оставалось только следовать ей».
«Песня о Соколе» стала переложением одноимённого произведения Максима Горького на музыку Александра Скрябина, а также первым широкоэкранным советским фильмом в стиле живописи по стеклу (целлулоиду). В экранизации балета Петра Ильича Чайковского «Щелкунчик» были использованы комбинированные съёмки и эффекты, больше никем не повторённые в советской мультипликации.

### Последние годы
С 1980 года и до конца жизни Степанцев был художественным руководителем студии «Мульттелефильм» творческого объединения «Экран».Там же он снял свой последний проект — полнометражный мультипликационно-игровой фильм «Ассоль» (1982) по мотивам романа А. С. Грина «Алые паруса». В нём Степанцев применил технологии соляризации и фотографики для преобразования изображений живых актёров в подобие рисунков и совмещения их с художественными декорациями. По словам Иосифа Боярского, фильм ему давался сложно, сдача руководству Гостелерадио проходила мучительно, и это подорвало здоровье режиссёра.
В последние годы жизни также интересовался компьютерной графикой и уже тогда называл её будущим мультипликации.
Борис Степанцев скончался 21 мая 1983 года в возрасте 53 лет. Как писал Ролан Быков в своих дневниках, «сделал зарядку и упал — инсульт». Похоронен на Донском кладбище.

## Отзывы современников
По мнению художника Анатолия Савченко, работавшего с режиссёром, специализацией Степанцева было детское кино. Однако, будучи исключительно талантливым, он сильно «разбрасывался». Его увлекали комбинированные съёмки, нестандартные операторские приёмы, кукольная мультипликация. Из-за этого, в частности, не получила продолжения дилогия о Малыше и Карлсоне, которая могла стать замечательным мультипликационным сериалом.

Режиссёр Ролан Быков, знавший Степанцева ещё по совместной работе над «Песней о Соколе» (там Быков озвучил Ужа), после его смерти писал:
Он очень хотел быть здоровым, он проявлял для этого завидную волю и даже усердие. Я подозревал какие-то тайные муки в нём, но никогда не приходило в голову, что он может умереть, да ещё таким молодым. Я относился к нему хорошо, как, в общем, ко всем, кто не делал мне уж очень больших гадостей, но всегда видел в нём скрытое, хитрое, недоброе. Его манера говорить обо мне в превосходных степенях и похваливать почему-то огорчала, от него всегда веяло «задними мыслями». Но мне его жаль. Очень жаль его и его Надю.
Иосиф Боярский рассказывал, как «переманил» Степанцева в кукольное объединение студии «Союзмультфильм» для экранизации поэмы «Мёртвые души»:
Уговоры были длительными, помимо медлительности при решении вопросов, что свойственно его характеру, присутствовал страх расстаться с рисованной мультипликацией, где он проработал многие годы, смущали его также сложность экранизации великой поэмы и отсутствие интересного художника-постановщика, достойного этой затеи... Первый фильм был назван «Манилов». Ю. Яковлев великолепно озвучил Манилова. Второй фильм — «Ноздрёв» — был озвучен менее удачно. В. Басов, намечавшийся на озвучивание Ноздрёва, был болен, и Степанцев пригласил А. Попова. Его голос не имел той слитности с куклой, какую имел голос Басова, а куклы, выполненные по эскизам Г. Новожилова, были очень выразительными. Дальнейшая работа над фильмом приостановилась... Провожая его в последний путь, ещё отчётливее мы поняли, какой большой вклад в развитие советской мультипликации внёс он — человек большой культуры и таланта.
Писатель Леонид Сергеев так отзывался о режиссёре:
Все знакомые Степанцева делились на две категории: на тех, кто не понимал, когда маэстро работает, поскольку постоянно видели его в кафе и гуляющим по улице Горького, и тех, кто считал, что он не отходит от рабочего стола, и когда ему не позвонишь, отвечает односложно и зло. По-видимому, истина находилась посередине. И потом, творческий человек работает не только за столом, но и в кафе, и на прогулке, часто и во время беседы с друзьями, и даже во сне. «Ведь главное — мысль, задумки, заготовки, болванки, — как говорил Степанцев, — а выполнение всего этого — дело техники». Я повторял его слова, словно молитву.

## Художник-иллюстратор

### Иллюстрации к книгам
- Лев Аркадьев «Пингвинёнок». М.: Детский мир, 1963.

### Иллюстрации к диафильмам
Одним из первых нарисовал Чебурашку и Крокодила Гену для диафильма «Крокодил Гена и его друзья» ещё до выхода мультфильма. Впоследствии во время судебной тяжбы с Леонидом Шварцманом писатель Эдуард Успенский приводил в пример Чебурашку Степанцева «с большими ушами и глазами», утверждая, что персонаж в исполнении Шварцмана был изображён «один в один».
С 1972 года, начиная с диафильма «Как петушок попал на крышу», иллюстрации нарисованы совместно с Анатолием Савченко.
- 1960 — Серова Е. В. Мечтатель
- 1960 — Аркадьев Л. А. Мурзилка на спутнике
- 1961 — Чуковский К. И. Айболит
- 1962 — Ладонщиков Г. Трусливый задира
- 1963 — Перро Ш. Красная Шапочка
- 1963 — Чуковский К. И. Муха-Цокотуха
- 1964 — Важдаев В. М. Король-подпасок
- 1965 — Михалков С. В. Три поросёнка
- 1966 — Пантелеев Л. Две лягушки; Трус
- 1967 — Коростылев В. Вовка в Тридевятом царстве
- 1967 — Важдаев В. М. Подарок императора
- 1968 — Крылов И. А. Волк и ягнёнок; Щука; Лягушка и Вол
- 1968 — Благинина Е. А. Тюлюлюй
- 1968 — Заходер Б. В. Хрюк на ёлке
- 1969 — Успенский Э. Н. Крокодил Гена и его друзья (две части)
- 1971 — Чуковский К. И. Крокодил (две части)
- 1971 — Макушинский К. Пан Ниточка
- 1972 — Лабулэ Э. Р. Л. Как петушок попал на крышу
- 1973 — Успенский Э. Н. Дядя Фёдор, Пёс и Кот
- 1974 — Успенский Э. Н. Бобик — охотничий пёс
- 1975 — Линдгрен А. Малыш и Карлсон (две части)
- 1977 — Пройслер О. Маленькая Баба-Яга (две части)
- 1978 — Линдгрен А. Карлсон опять проказничает
- 1980 — Чуковский К. И. Пента и морские пираты (две части)
- 1980 — Качанов Р., Успенский Э. Н. Старуха Шапокляк
- 1981 — Андерсен Г.-Х. Новый наряд короля
- 1982 — Линдгрен А. Карлсон вернулся
- 1984 — Чуковский К. И. Телефон

## Фильмография

### Режиссёр
- 1954 — «Злодейка с наклейкой»
- 1956 — «Приключения Мурзилки» (вып. 1)
- 1957 — «Опять двойка»
- 1958 — «Петя и Красная Шапочка»
- 1960 — «Мурзилка на спутнике»
- 1962 — «Только не сейчас»
- 1962 — «Ехали мы, ехали…» (мультипликационные вставки)
- 1964 — «Петух и краски»
- 1965 — «Вовка в Тридевятом царстве»
- 1966 — «Окно»
- 1967 — «Песня о Соколе»
- 1968 — «Малыш и Карлсон»
- 1970 — «Карлсон вернулся»
- 1971 — «Сердце»
- 1971 — «Скрипка пионера»
- 1973 — «Щелкунчик»
- 1974 — «Похождения Чичикова. Манилов»
- 1974 — «Похождения Чичикова. Ноздрёв»
- 1976 — «Муха-Цокотуха»
- 1978 — «Алые паруса» (экспериментальный ролик)
- 1979 — «Почему ослик заупрямился?»
- 1982 — «Ассоль»
- 1983 — «Фитиль № 254» (сюжет «Лавина»)

### Сценарист
- 1967 — «Песня о Соколе»
- 1971 — «Сердце»
- 1973 — «Щелкунчик»
- 1974 — «Похождения Чичикова. Манилов»
- 1974 — «Похождения Чичикова. Ноздрёв»
- 1976 — «Муха-Цокотуха»
- 1979 — «Почему ослик заупрямился?»
- 1981 — «Сказка о глупом мышонке»
- 1982 — «Ассоль»

### Художник-постановщик
- 1954 — «На лесной эстраде»
- 1954 — «Опасная шалость»

### Художник-мультипликатор
- 1947 — «Весёлый огород»
- 1947 — «Путешествие в страну великанов»
- 1948 — «Серая Шейка»
- 1948 — «Чемпион»
- 1949 — «Гуси-лебеди»
- 1949 — «Лев и заяц»
- 1949 — «Машенькин концерт»
- 1949 — «Полкан и Шавка»
- 1954 — «Козёл-музыкант»
- 1954 — «На лесной эстраде»
- 1954 — «Подпись неразборчива»
- 1955 — «Необыкновенный матч»

## На почтовых марках

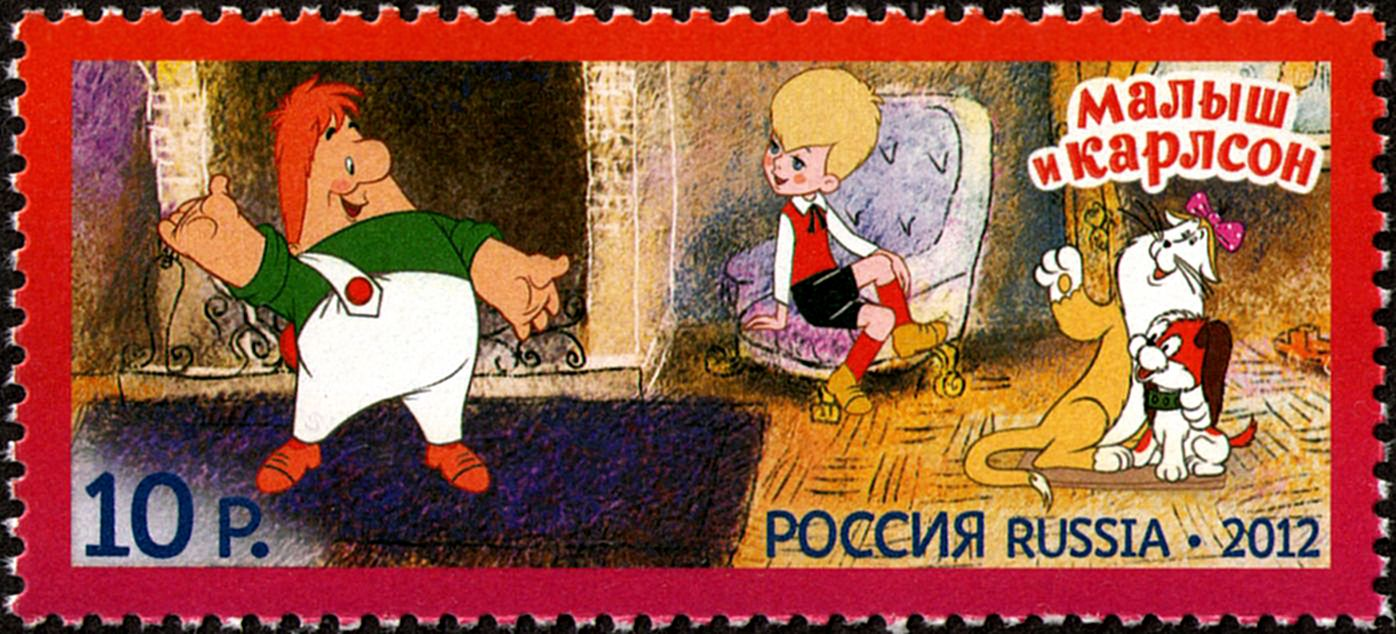
Дилогия о Малыше и Карлсоне. 1968, 1970 гг. Россия, 2012 г.  (ЦФА [АО «Марка»] #1654; Mi #1886).
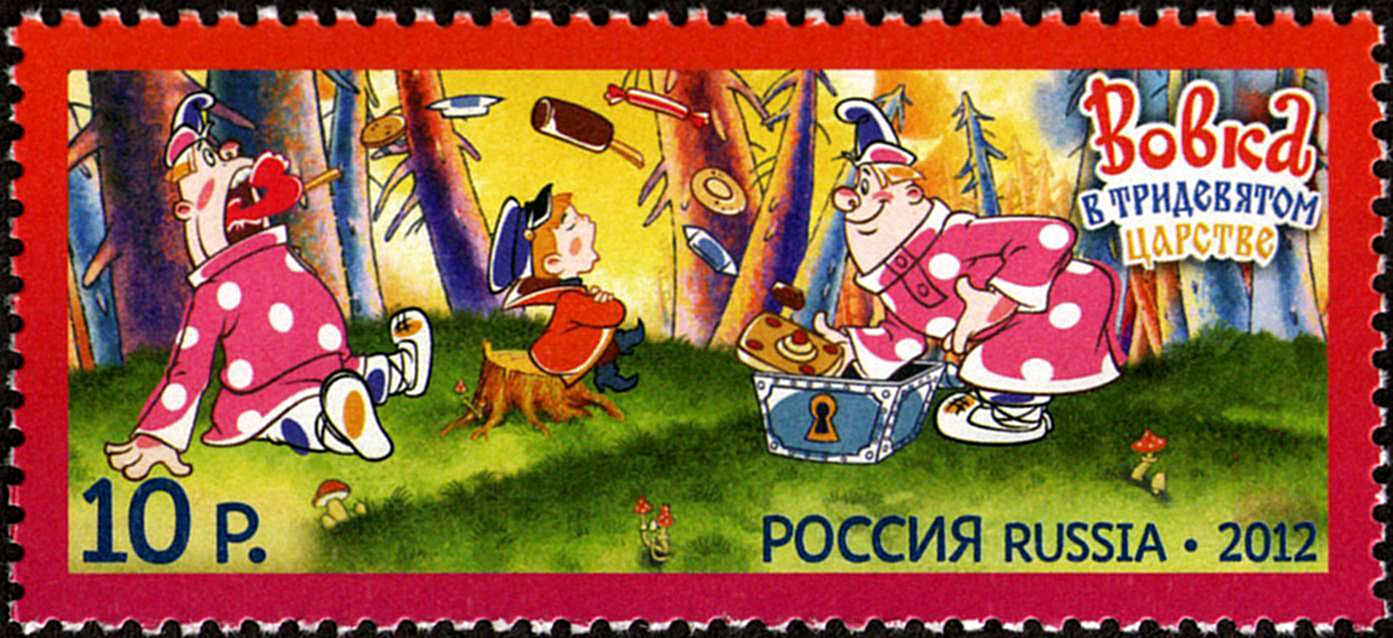
«Вовка в Тридевятом царстве». 1965 г. Россия, 2012 г.  (ЦФА [АО «Марка»] #1655; Mi #1887).

## Награды и призы
- 1959 — «Петя и Красная Шапочка» — 2-я премия в разделе мультфильмов Всесоюзного кинофестиваля (ВКФ) в Киеве,[16]
- 1960 — «Петя и Красная Шапочка» — «Лавровый венок» за лучший детский фильм на VII Международном фестивале анимационных фильмов в Анси (Франция),[16]
- 1960 — «Мурзилка на спутнике» — 1-я премия за лучший детский фильм на XII Международном кинофестивале в Карловых Варах (ЧССР),[16]
- 1967 — «Окно» — приз «Серебряный пеликан» на  I МКФ мультфильмов в Мамае (Румыния),[16]
- 1970 — «Малыш и Карлсон» — 2-я премия в разделе мультфильмов IV ВКФ в Минске,[16]
- 1972 — «Сердце» — VI Международный фестиваль фильмов социалистических стран по охране здоровья в г. Ниш (Югославия),
- 1973 — «Сердце» — V Международный фестиваль фильмов, посвящённых работе Красного Креста, в Варне (Болгария),[17]
- 1974 — «Щелкунчик» — 1-я премия на МФ детских и юношеских фильмов в Хихоне (Испания).[16]